# Booster Bike
Booster Bike im Toverland (Sevenum, Limburg, Niederlande) ist eine Stahlachterbahn vom Modell Motorbike Coaster des Herstellers Vekoma. Die abgeschossene Achterbahn eröffnete am 27. Juli 2004. Booster Bike ist der Prototyp dieses Achterbahnmodells. Im Februar 2006 wurde im chinesischen Chimelong Paradise mit Motorbike Launch Coaster eine baugleiche Anlage eröffnet.

## Zug
Die Sitze der Motorbike Coaster sind wie kleine Motorräder gestaltet (daher der englische Name Motorbike). Die Mitfahrer nehmen die Haltung eines Motorradfahrers ein. Gesichert werden sie dabei von Bügeln im Rücken und auf beiden Oberschenkeln.
Booster Bike besitzt einen Zug mit acht Wagen. In jedem Wagen können zwei Personen (eine Reihe) Platz nehmen.

## Fahrt

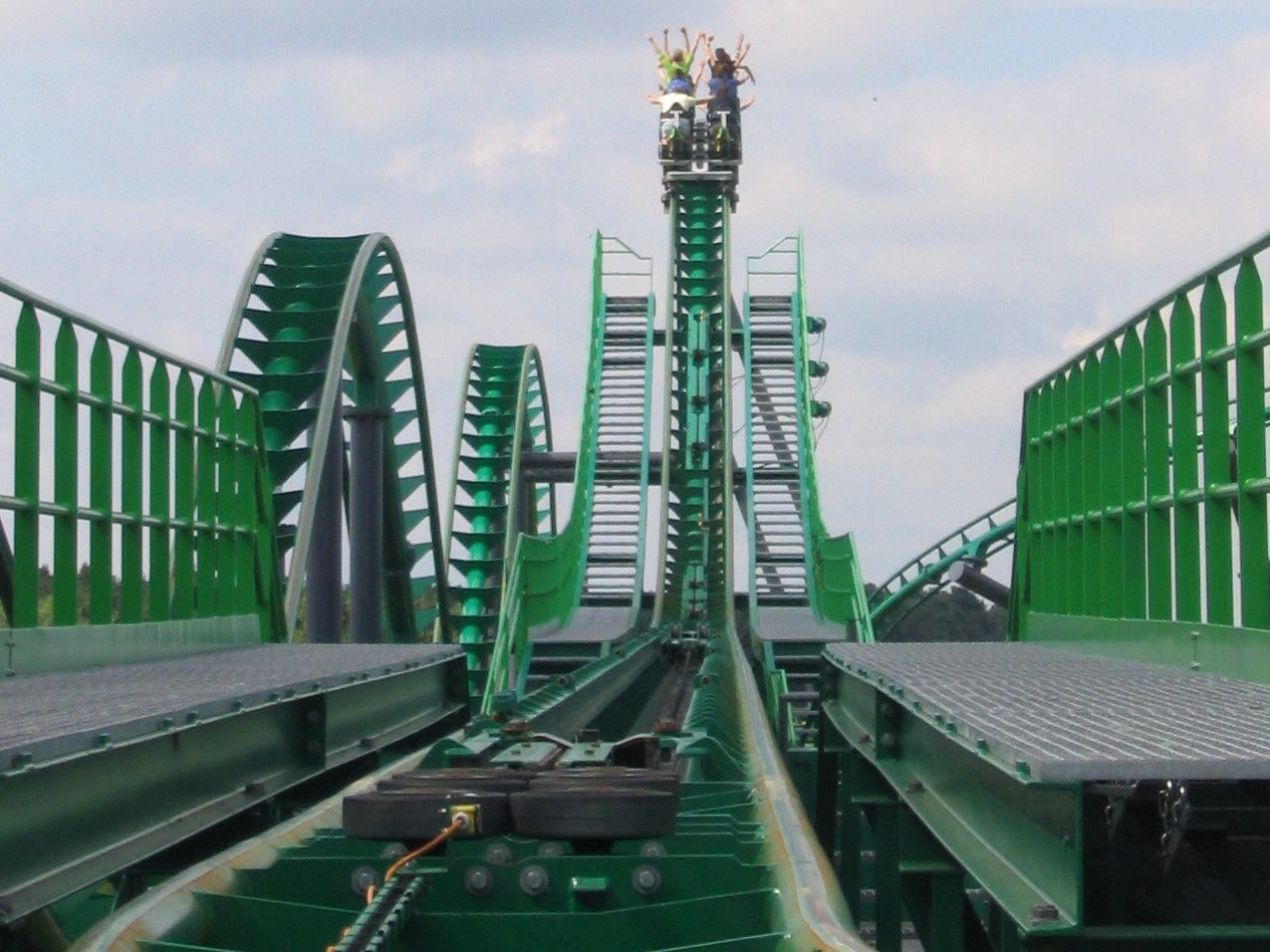
Die Beschleunigungsstrecke

Aus der Station wird der Zug mittels Reibradantrieb durch eine links-rechts Kurvenkombination auf die Beschleunigungsstrecke transportiert. Hier wird der Zug durch einen Schlitten, der an einem per Hydraulikmotor angetriebenen Stahlseil befestigt ist, beschleunigt. Während der Beschleunigung von 0–75 km/h in 3 Sekunden soll der schnelle Start auf einem Motorrad simuliert werden, was durch Geräusche von Motoren aus Lautsprechern unterstützt wird.
Nach dem Abschuss passiert der Zug zunächst einen Airtime-Hügel. Es schließen sich verschiedene Kurven, darunter ein sogenannter „Horseshoe“ (Hufeisen), an. Auf seinem Rückweg zur Station werden nochmals zwei kleinere Hügel überfahren, auf denen „Airtime“ zu spüren ist, bevor der Zug in die Wirbelstrom-Schlussbremse fährt. Mit Reibrädern wird er aus der Bremse befördert und gelangt nach einer 180-Grad-Kurve wieder in die Station.

## Auszeichnungen
Der Betreiber Toverland und der Hersteller Vekoma wurden 2005 für die Bahn mit dem Innovationspreis „FKF-Award 2004“ des Freundeskreises Kirmes und Freizeitparks e. V. ausgezeichnet.